# Механизм

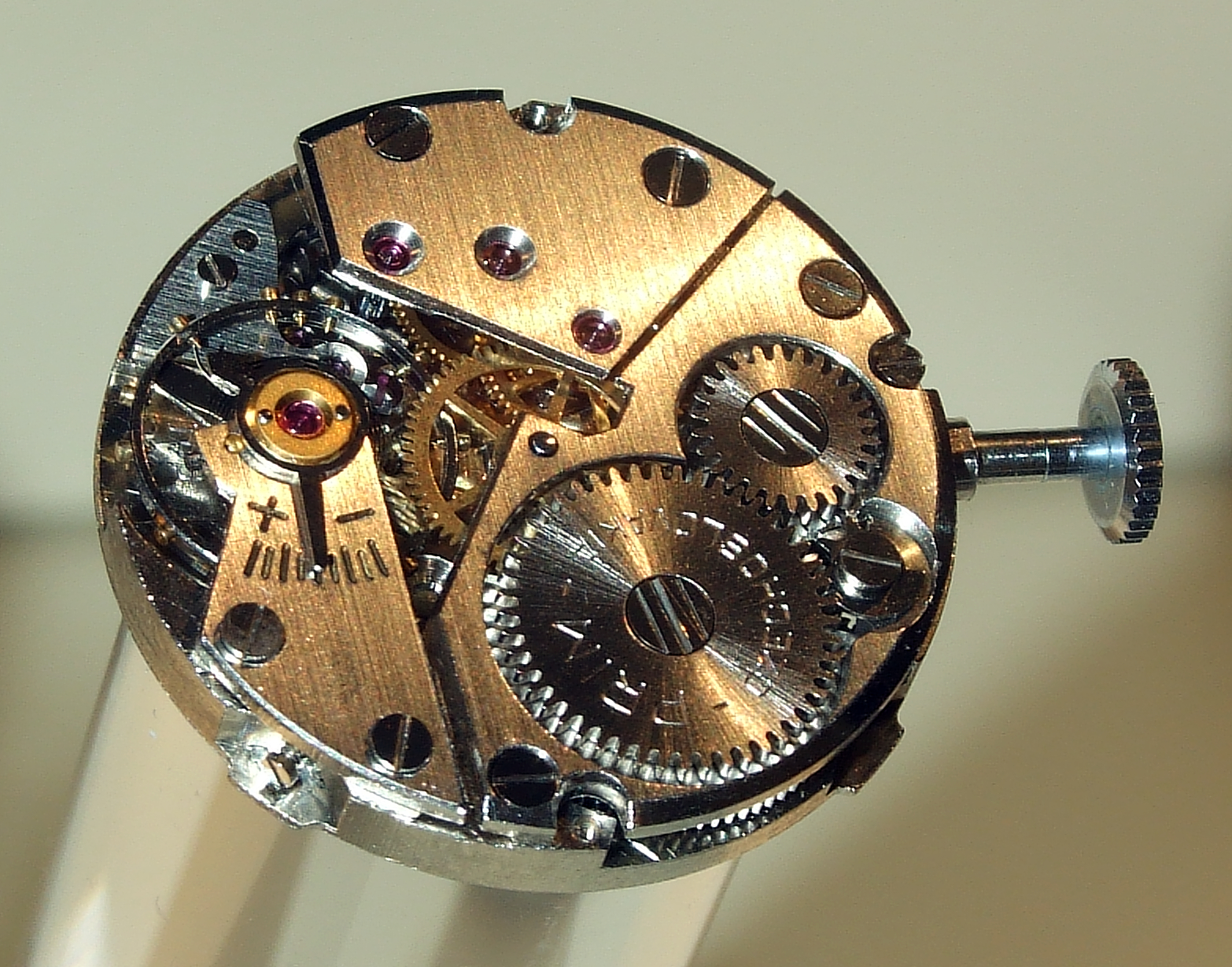
Заводной часовой механизм.

Механизм паровой машины имеет одну степень свободы.

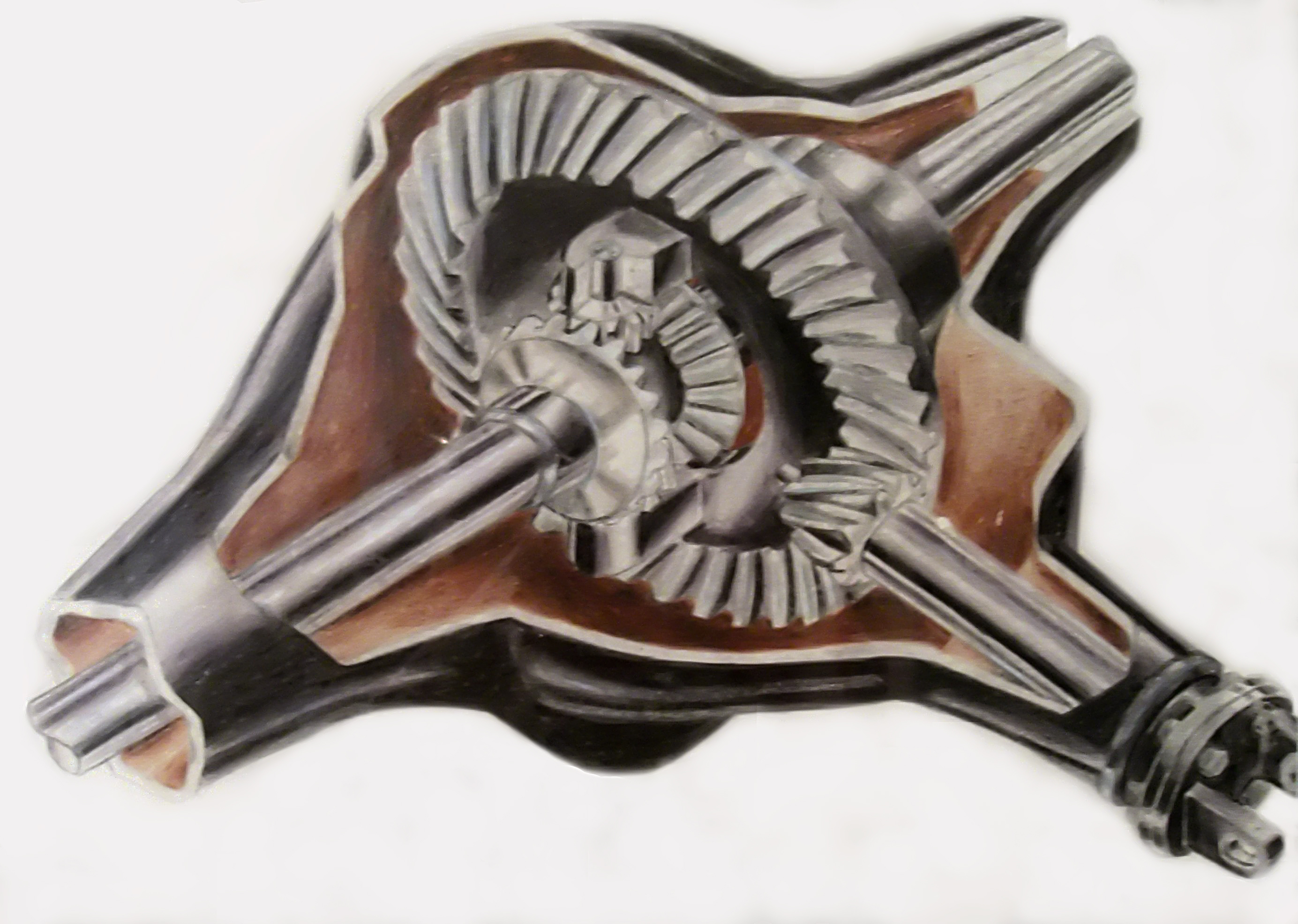
Дифференциал автомобиля — механизм с двумя степенями свободы.

Механи́зм (др.-греч. μηχανή — приспособление, устройство) — внутреннее устройство машины, прибора, аппарата, приводящее их в действие. 
В других источниках указано что Механизм, греч., совокупность твёрдых тел, ограничивающих свободу движения друг друга взаимным сопротивлением настолько, которые взаимным сцеплением и сопротивлением способны к сообщению, передаче и преобразованию движения, а также отдельные части машин, двигателей, приборов и прочего, соединённые для работы. Механизм представляет собою замкнутую последовательность сочленённых звеньев, где как минимум одно из них (ведущее) служит для приложения работы, и как минимум одно (ведомое) — для получения полезной работы.
Механизмы служат для передачи движения и преобразования энергии (редуктор, насос, электрический двигатель). Теория механизмов и машин определяет механизм как такую кинематическую цепь, в которой при заданном движении одного или нескольких звеньев относительно любого из них, все остальные звенья совершают однозначно определяемые движения.
Механизм характеризуется числом степеней свободы — количеством независимых скалярных параметров, задание которых в виде функций времени однозначно определяет траектории и скорости всех точек механизма.
Как преобразователь движения механизм видоизменяет скорости или траектории (или же и то, и другое). Он преобразует скорости, если при известной скорости одной из его частей другая его часть совершает движение, подобное движению первой, но с другой скоростью. Механизм преобразует траекторию, если, в то время как одна из его точек описывает известную траекторию, другая описывает другую заданную траекторию.
Определённость движения механизма достигается надлежащим попарным соединением его частей. Если требуется поставить тело A в такие условия, чтобы оно могло проходить последовательно только через определенные положения, то определяют поверхность, касательную ко всем этим положениям тела A (такая поверхность называется огибающей) и делают в неподвижном теле B канал, имеющий форму найденной огибающей. Тело A, помещённое в такой канал, будет способно только к определённому движению.

## Виды и типы
Механизмы делятся на следующие виды и типы:
- Вспомогательные судовые механизмы[8];
- Газораспределительный механизм;
- Заводной механизм[3];
- Направляющие механизмы[9];
- Параллелограммы[10];
- Переборный механизм[11];
- Передаточные механизмы[12];
- Поворотный механизм[13];
- Подъёмные механизмы[14];
- Рулевой механизм[15];
- Храповой механизм;
- и так далее.

## Элементы механизмов
Такая совокупность двух тел, в которой формой одного тела определяется весь ряд последовательных положений, которые способно в нём занять другое тело, называется кинематической парой. Тела, составляющие пару, называются её звеньями. Например, тело, имеющее призматический канал, и помещённая в этот канал призма составляют поступательную пару, потому что одно из этих тел может совершать относительно другого только поступательное движение. Цилиндрическая втулка и размещённый в ней шип (снабжённый закраинами, не дающими ему выскочить из втулки) составляют вращательную пару. Винт и гайка составляют винтовую пару; расстояние между нарезками винта, считаемое по направлению оси винта, называют его шагом (обойдя винт один раз, нарезка приближается к концу винта на один шаг). Заметим, что поступательную пару можно формально трактовать как винтовую, шаг которой равен бесконечности, а вращательную пару — как винтовую с шагом, равным нулю.
Перечисленные кинематические пары называются простыми; отличительное свойство их — в том, что относительное движение одного их звена по отношению к другому тождественно с относительным движением второго звена по отношению к первому.
Кинематические пары, не обладающие этим свойством, называются высшими. Таковы: зацепляющиеся между собой зубчатые колёса, шкив и перекинутый через него ремень, дуговой двухсторонник и полая трёхгранная призма и многие другие. Применительно к высшим кинематическим парам используют такую терминологию: движение звена A относительно звена B называется обращённым по отношению к движению звена B относительно звена A.
Одну из наиболее интересных высших пар представляет собой эллиптический циркуль. Он состоит из доски, в которой сделаны два крестообразно пересекающихся между собой прямолинейных, перпендикулярных друг к другу прореза, и из стержня с выступающими на концах цилиндрическими шипами, диаметры которых равны ширине прорезов. Стержень вставляется шипами в прорезы так, чтобы один шип ходил по одному, а другой по другому из прорезов; с противоположной стороны на шипы навинчиваются винты с головками, препятствующими шипам выскочить из прорезов. При неподвижности доски траектории всех точек стержня суть эллипсы (частные случаи: траектории центров шипов — прямые линии, траектория середин стержня — окружность). Движение стержня относительно доски происходит так, как будто бы соединённый с ним круг, построенный на нём как на диаметре, катился по внутренней стороне окружности, описанной из точки пересечения средних линий прорезов радиусом, равным диаметру катящегося круга. При этом в обращённом движении (т. е. при неподвижности стержня) все точки доски описывают улитки Паскаля.
Звено B, соединённое в какую-либо пару со звеном A, может быть соединено в пару же со звеном C, которое, в свою очередь, может составлять пару со звеном D и так далее. Такое последовательное соединение звеньев в пары называется кинематической цепью. Если последнее звено кинематической цепи соединено в пару с первым, то цепь называется замкнутой, в противном случае она называется открытой.
Кинематическая замкнутая цепь, получающая при неподвижности одного из звеньев вполне определённое движение, характеризующее механизм, называется принудительной. Когда в принудительной цепи одно из звеньев предполагается неподвижным, то говорят, что цепь поставлена на этом звене. Ставя принудительную цепь последовательно на разные её звенья, получим столько механизмов, сколько имеется звеньев в цепи. Примером принудительной цепи может служить шарнирный четырёхзвенник, состоящий из четырёх стержней, соединённых между собой вращательными парами, называемыми шарнирами.

## Типы механизмов

### Плоские механизмы
Механизм, все точки которого описывают траектории, лежащие в параллельных между собой плоскостях, называется плоским. Движение твёрдого тела, в котором все его точки описывают траектории, параллельные одной и той же плоскости, также называется плоским.
Всякое плоское движение происходит так, как будто бы некоторая кривая, соединённая неизменяемо с движущимся телом, катилась по некоторой другой неподвижной кривой; эти кривые называются полодиями. Полодии, как катящиеся друг по другу кривые, постоянно прикасаются одна к другой. Их общая точка прикосновения называется мгновенным полюсом. В течение весьма малого промежутка времени движение тела можно рассматривать как бесконечно малое вращение около мгновенного полюса. Так, например, в описанном выше эллиптическом циркуле движение, как мы видели, приводится к качению одного круга по другому; эти круги и есть полодии данного движения. Если бы весь эллиптический циркуль (и доска, и стержень) был подвижен, то всё-таки относительное движение стержня и доски было бы тем же самым и определялось бы качением тех же полодий. Относительное движение каждых двух звеньев принудительной цепи, хотя бы эти звенья и не были соседними, составляя пару, характеризуется качением двух соответствующих полодий (в плоском механизме). Всякое движение твёрдого тела (не плоское) приводится к качению друг по другу, соединённому со скольжением, двух линейчатых поверхностей, называемых аксоидами.

### Пространственные механизмы
Механизм, не являющийся плоским, называется пространственным. Одним из примеров пространственного механизма является обычный межколёсный дифференциал автомобиля на конических шестернях; ряд других примеров рассмотрен ниже.

### Зубчатые колёса
Наибольшим практическим значением из всех высших пар пользуются зубчатые колёса, представляющие собой необходимое для преодоления более или менее значительных сопротивлений видоизменение катков. Цилиндрическими катками называются цилиндрические твёрдые тела, вращающиеся около своих геометрических осей и прикасающиеся друг к другу своими боковыми поверхностями, которые делаются шероховатыми. Если вращать один из таких катков, то благодаря существующему между катками трению и другой будет вращаться. Скорости вращения были бы обратно пропорциональны радиусам, если бы катки не скользили один по другому. Полодиями относительного движения двух соприкасающихся катков служат окружности основания самих катков. Чтобы устранить скольжение полодий, можно было бы на каждом из катков сделать впадины и выступы, чтобы выступы одного входили во впадины другого. Это и будут зубчатые колеса.
Полодии двух зацепляющихся между собой зубчатых цилиндрических (лобовых) колес суть окружности, называемые начальными. Отношение угловых (вращательных) скоростей обратно пропорционально радиусам начальных окружностей. Впадины и выступы зубчатого колеса образуют зубцы. Расстояние между двумя соответственными точками пересечения профилей двух соседних зубцов с начальной окружностью, считаемое по этой окружности, называется шагом. Приготовление зубчатого колеса начинается с того, что начальную окружность его, размер которой определяется по данной относительной скорости колеса, делят на столько равных частей, сколько зубцов предполагается сделать на колесе; расстояние между соседними точками деления и будет равно шагу. Шаги сцепляющихся колес должны быть равны между собой, а, следовательно, радиусы начальных окружностей пропорциональны числам зубцов. Если полодии относительного движения двух зубчатых колёс суть окружности, то отношение скоростей обратно пропорционально радиусам полодий и, следовательно, постоянно; такое постоянство и требуется от правильно устроенных колёс, а так как в зубчатых колёсах полодии ничем не отмечены, то сама форма зубцов должна быть такова, чтобы при сцеплении их относительное движение колёс характеризовалось бы круговыми полодиями данных радиусов.
Существует несколько способов определения правильной формы зубцов, удовлетворяющих этому условию. Все эти способы основаны на следующем соображении. Пусть дан профиль зубца колеса A; покатим начальную окружность колеса A по начальной окружности колеса B на один шаг и найдем огибающую ко всем положениям, принимаемым при этом данным зубцом; эта огибающая и будет, по общему методу построения пар, представлять собой искомую форму зубца колеса B. Способ этот приложим к определению вида зубца колеса B в том случае, когда профиль зубца колеса A есть маленькая окружность, описанная из точки деления начальной окружности радиусом, раза в четыре меньшим шага; такое колесо называется цевочным и имеет зубцы, называемые цевками, в виде палок, параллельных оси колеса (профили цевок суть кружки, представляющие собой сечения цевок плоскостью, перпендикулярной к оси колеса). Покатим цевочное колесо A по колесу B; при этом центр цевки опишет эпициклоиду и огибающая последовательных положений цевки будет кривая, параллельная этой эпициклоиде и отстоящая от неё на расстояние радиуса цевки. Этой кривой и нужно ограничить бок зубца колеса B. Полный зубец ограничивается двумя такими боками, расположенными симметрично относительно средней линии зубца, направленной по радиусу колеса.
Первый способ — способ рулетт («рулеттой» называется кривая, которую вычерчивает какая-либо точка кривой A, катящейся по кривой B). Пусть начальные окружности M и N колёс соприкасаются взаимно в точке O. Построим произвольных радиусов вспомогательные круги P и Q, из которых круг P имел бы внутреннее соприкосновение в точке O с окружностью M, а круг Q имел бы внутреннее соприкосновение (тоже в точке O) с окружностью N. Покатим все четыре круга один по другому так, чтобы они постоянно соприкасались бы в одной точке. Выберем на P какую-нибудь точку a. Эта точка при катании P по M опишет гипоциклоиду p, а при катании P по N опишет эпициклоиду q. Кривые p и q будут в течение движения соприкасаться взаимно потому, что обе чертятся одной и той же точкой a. Если принять p за форму впадины зубца колеса M, то q будет огибающей различных положений кривой p и, как таковая, может быть принята за профиль выступа колеса N. Выступ колеса M и впадина колеса N образуются катанием кривой Q подобным же образом. Если взять радиус вспомогательной окружности P вдвое меньшим, то (как это видно из приведённой выше теории эллиптического циркуля) гипоциклоида p превращается в прямую.
Второй способ — способ развёртывающих. Пусть O есть точка соприкосновения начальных окружностей; проведем через неё прямую, наклоненную к линии центров CD под углом 75°, опустим из центров C и D перпендикуляры CA и DB на эту прямую и опишем из C и D окружности радиусами CA и DB. Далее, вообразим себе твёрдые цилиндры, построенные на найденных вспомогательных окружностях как на основаниях, а затем обернём около цилиндра CA нитку, свободный конец которой вытянем до O, и в этом месте укрепим на нитку карандаш. Двигая карандашом направо и налево так, чтобы идущая с цилиндра нить оставалась натянутой, не скользила бы по цилиндру, а только развёртывалась бы несколько с него при движении карандаша в одну сторону и навёртывалась бы при движении карандаша в другую сторону, начертим кривую, называемую развертывающей (см. Кривые, табл. II, фиг. 11). Эта кривая и будет профилем зубца колеса C. Профиль зубца колеса D получается развёртыванием нити с окружности DB.
Кроме этих точных способов построения зубцов, существуют ещё приближённые, состоящие в нахождении круговых дуг, близко подходящих к теоретически правильным кривым. Из таких способов наиболее известны изобретенные Уиллисом, Чебышёвым и Петровым. Длина зубцов определяется из условия, чтобы постоянно находились в зацеплении три зубца.

### Косозубые зубчатые колёса
Для того, чтобы, не увеличивая длины зубцов, дать возможность большему их числу находиться в одновременном зацеплении, поступают следующим образом: на готовое зубчатое колесо кладут так, чтобы оси их совпадали, другое такое же колесо и поворачивают его на 1/5 шага, на это колесо кладут третье и поворачивают его на 1/5 шага относительно второго и так далее накладывают одно на другое пять колёс, которые и скрепляют между собой наглухо в таком положении или, ещё лучше, отливают целиком штуку, имеющую форму таких сложенных колёс; то же делают и для того колеса, которое должно сцепляться с приготовленным таким образом колесом. Такие колёса называются ступенчатыми, так как боковые поверхности их оказываются покрытыми ступенчатыми линиями. Если бы для приготовления ступенчатого колеса мы взяли не 5 толстых колёс, отступающих друг от друга на 1/5 шага, а бесконечное множество бесконечно тонких колес, отступающих друг от друга на бесконечно малую часть шага, то на боковой поверхности получили бы не ступенчатые, а винтовые линии. Такие колёса с винтообразно идущими зубцами и отливаются (конечно целиком, а не из бесконечного числа тонких колёс, рассматриваемых только в теории). Эти колёса, по имени изобретателя называемые колёсами Гука, употребляются в механизмах, требующих большой плавности движения.
При помощи именно колёс Гука знаменитый мастер Бреге устроил, для определения по мысли Араго и Физо скорости света в жидкостях, снаряд, в котором маленькое зеркальце делало до 2000 оборотов в секунду.

### Применение зубчатых колес при различных взаимных положениях их осей
Цилиндрические (лобовые) колеса употребляются для передачи вращения между осями параллельными. Для передачи вращения между осями пересекающимися употребляются конические колеса, а для передачи между осями непараллельными и непересекающимися служат гиперболоидные колеса. Винт, способный вращаться около своей оси, но не имеющий поступательного движения, может быть помещен так, чтобы составлять с зубчатым колесом зацепляющуюся пару. При таком соединении на один оборот винта, называемого иногда червяком, колесо поворачивается на один свой шаг.

### Передаточное отношение
Если имеется ряд валов с насаженными на них наглухо последовательно зацепляющимися зубчатыми колесами, по одному колесу на каждом валу, то абсолютная величина отношения угловой скорости первого и последнего вала, сколько бы ни было промежуточных колес, будет та же самая, как если бы первое и последнее колесо зацеплялись между собой непосредственно. Если же желают изменить это отношение, как это требуется, например, при устройстве часов, то на первый вал насаживают колесо, сцепляющееся с маленьким колесом, называемым шестернёй, насаженным на втором валу, на котором параллельно с шестернёй насаживается колесо, сцепляющееся с шестернёй третьего вала, и так далее; наконец, колесо предпоследнего вала сцепляют с шестернёй последнего вала. В таком механизме отношение угловых скоростей первого и последнего валов выражается формулой:
{\displaystyle \omega _{1}/\omega _{n}=(-1)^{n-1}(m_{2}\cdot m_{3}\cdot ...\cdot m_{n-1}\cdot m_{n})/(M_{1}\cdot M_{2}\cdot M_{3}\cdot ...\cdot M_{n-1})}
где {\displaystyle \omega _{1}} — угловая скорость первого вала, {\displaystyle \omega _{n}} — угловая скорость последнего вала, {\displaystyle n} — число валов, {\displaystyle M_{1},M_{2},M_{3},...}— число зубцов колес, {\displaystyle m_{2},m_{3},...}— число зубцов шестерен. Множитель {\displaystyle (-1)^{n-1}} стоит для того, чтобы показать, что при четном числе валов первый и последний вращаются в противоположные стороны, а при нечетном числе валов — в одну и ту же сторону. Если некоторые из валов в системе зубчатых колес подвижны, то такая система называется эпициклической. Эпициклические системы представляют чрезвычайно богатый материал для преобразования вращения. Так, например, при помощи такой системы, состоящей только из четырёх колес почти одинакового размера, можно достигнуть такой передачи, при которой на 10000 оборотов некоторой части механизма другая его часть делает только один оборот.
Особый, весьма богатый класс составляют механизмы, состоящие из зубчатого колеса с острыми зубцами, круто скошенными в одну сторону и отлого в другую, и задерживающей собачки. Такие колеса называются храповыми. К этому классу относится, между прочим, соединение храпового колеса с якорем маятника в стенных часах и разные другие спуски.

### Кулачковые механизмы
Не менее богатый класс представляют механизмы с кулаками. Примером такого рода механизма может служить толчея, пест которой состоит из вертикально расположенного и способного иметь вертикальное движение бруска, оканчивающегося внизу тяжеловесной головкой; к этому бруску приделан сбоку выступ (кулак); подле песта помещается вращающийся вал с небольшим числом кулаков; при вращении вала кулак его подходит под кулак песта и поднимает пест на некоторую высоту, а затем, при дальнейшем вращении, кулак вала выскальзывает из-под кулака песта, и пест падает, производя удар, после чего он снова поднимается следующим кулаком вала, и так далее.
Кроме твёрдых тел, звеньями механизмов могут быть и гибкие тела, как это мы видим в одном из распространённейших механизмов, служащих для передачи вращения, а именно в ремённой передаче, состоящей из двух шкивов с перекинутым через них ремнем. Такие шкивы вращаются в одну сторону, если ремень на них надет просто; если же ремень надет так, что он перекрещивается между шкивами, принимая форму восьмерки, то шкивы вращаются в противоположные стороны. Отношение угловых скоростей было бы обратно пропорционально радиусам шкивов, если бы не было скольжения ремня, которое изменяет это отношение примерно на 2 процента. Часть ремня, набегающая на шкив, должна идти так, чтобы средняя линия ремня находилась в одной плоскости со средним сечением шкива. Если это условие не соблюдается, то ремень соскочит; сбегающая же со шкива часть ремня может быть отведена значительно в сторону. Этим обстоятельством пользуются при устройстве передачи между шкивами, находящимися в разных плоскостях.

### Шарнирные механизмы

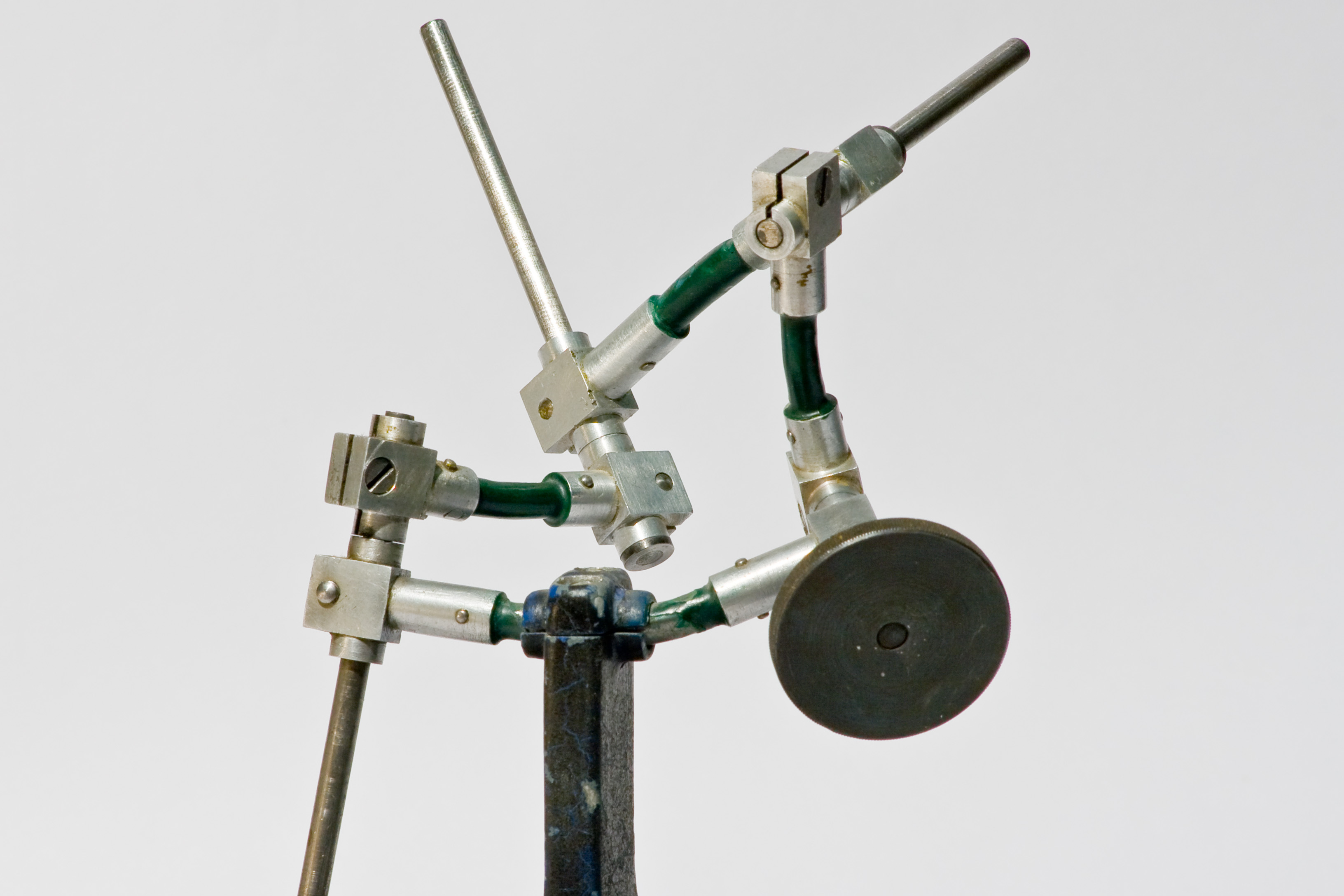
Пространственный четырёхшарнирный механизм Беннетта

Механизмы, состоящие из твёрдых звеньев, соединённых между собой только вращательными парами, называются шарнирными. Техника обогатилась весьма многими новыми шарнирными механизмами, в особенности за последнее столетие, благодаря стремлению разрешить поставленную ещё в XVIII веке Дж. Уаттом задачу о превращении движения по дуге круга в движение прямолинейное. Уатт встретился с этой задачей, усовершенствуя паровую машину и желая соединить описывающий дугу конец коромысла с прямолинейно ходящей головкой поршневого штока, и решил её изобретением своего знаменитого параллелограмма, ведущего точку по кривой, весьма мало отличающейся от прямой.
Затем было изобретено множество механизмов, решавших ту же задачу с ещё большим приближением. Наконец, задача о приближённых прямилах получила окончательное завершение в удивительно простых и дающих весьма большое приближение прямилах Чебышёва, одно из которых (может быть, самое замечательное) состоит из шарнирного четырёхсторонника, в котором звено, противоположное неподвижному, представляет собой прямоугольник с равными катетами; на концах одного из катетов находятся шарниры, которыми это звено связывается с боковыми звеньями четырёхсторонника, конец же другого катета и описывает кривую, чрезвычайно мало отличающуюся от прямой; одно из боковых звеньев четырёхсторонника, производя полные обороты (непрерывное вращение), приводит механизм в движение (конечно, это звено надо вращать каким-либо двигателем). Таким образом, этот удивительный механизм, имея всего только три подвижных звена, с большим приближением преобразует в прямолинейное движение не колебание по дуге, но вращательное движение с произвольным числом полных оборотов.

### Инверсоры

Механизм Липкина — Посселье:
звенья, показанные одним цветом, имеют одинаковую длину

В шестидесятых годах французским инженером Посселье найдено было, наконец, и точное прямило. Затем точные прямила найдены были Липкиным, Гартом и Брикаром. Хотя эти точные прямила и не так практичны, как чебышёвские, будучи сложнее их, и хотя теперь головка поршневого штока паровой машины ведется обыкновенно просто салазками (поступательной парой), тем не менее открытие точного прямила составило эпоху главным образом потому, что механизмы Посселье, Липкина и Гарта основаны на устройстве такой принудительной цепи, в которой произведение расстояний двух подвижных точек механизма от третьей точки остается постоянным, так что когда одно из этих расстояний увеличивается — другое уменьшается; такая кинематическая цепь называется инверсором, и при помощи её может быть решено множество кинематических и даже чисто математических задач, как, например, механическое решение уравнений высших степеней, механическое деление угла на три равные части и прочие.
Инверсор Посселье состоит из ромба с шарнирами по углам и двух равных между собой, но более длинных, чем стороны ромба, стержней, которые скреплены шарниром между собой; каждый из стержней скреплен на другом своём конце с вершинами ромба шарниром; вершины ромба, скрепленные шарнирами с длинными стержнями, суть противоположные друг другу вершины; назовем две другие вершины свободными. Расстояния, произведение которых остается постоянным, суть расстояния шарнира, в котором длинные стержни скреплены между собой, от свободных вершин ромба. Если шарнир, связывающий между собой длинные стержни, сделать неподвижным и с помощью добавочного стержня, вращающегося около неподвижного центра, вести ближайшую к точке пересечения стержней свободную вершину ромба по окружности, проходящей через шарнир, связывающий длинные стержни, то другая свободная вершина ромба и опишет прямую. Сильвестер, Кемпе, Робертс, Дарбу, Бурместер и многие другие учёные изобрели и исследовали в последнее время множество весьма интересных шарнирных механизмов, дающих замечательные преобразования траекторий. Шарнирными механизмами можно также передавать вращение даже с изменением числа оборотов, но такой способ передачи ещё не вошёл в практику, за исключением спарника, представляющего собой шарнирный параллелограмм, с помощью которого передается вращение без изменения угловой скорости от одной малой стороны параллелограмма к другой (см. Мёртвые точки).

### Звенья механизмов
Жидкие тела также могут служить звеньями механизма. Примером такого механизма может служить коленчатая трубка, наполненная жидкостью и снабженная в каждом колене поршнем, так как в такой системе определенному движению одного поршня будет соответствовать вполне определенное движение другого. Жидкость и прилегающие к ней стенки трубки составляют здесь кинематическую поступательную пару. Твердые звенья действуют друг на друга сопротивлением, благодаря своей твердости. Жидкие звенья, благодаря весьма малой сжимаемости жидкости, могут действовать на твердые звенья давлением; то же можно сказать и о газах. Ведь и твердые тела не абсолютно тверды, а представляют некоторую уступчивость. Поэтому Рёло рассматривает мельничное подливное колесо и действующую на него воду как высшую пару, аналогичную соединению зубчатого колеса с зубчатой линейкой (рейкой), осевую турбину и действующую на неё воду — как винтовую пару. Даже самые твёрдые части механизма стираются трением друг о друга, а с другой стороны, например, обрабатываемая нитка передает в некоторых машинах движение от веретена к веретену. Поэтому и соединение орудия машины с обрабатываемым материалом (например, резец и обтачиваемый предмет) Рёло рассматривает как кинематическую пару, тем более что обрабатываемый предмет принимает форму огибающей различные относительные положения орудия.
С такой точки зрения разница между машиной и механизмом состоит только в том, что на машину смотрят с динамической точки зрения, исследуя соотношения между работой двигателя и работой полезных и бесполезных сопротивлений, а на механизм смотрят с точки зрения кинематической, исследуя соотношения между траекториями, скоростями и ускорениями. Но, например, в немецком языке такого различия нет, оба понятия обозначаются одним словом (Maschine).

### Гибкий механизм
Гибкий механизм — это упругий механизм, который обеспечивает передачу силы и движения за счет деформации упругого тела. Одним из старейших примеров такого механизма является лук.